# Felsőszelezsény
Koordináták: é. sz. 48,3964°, k. h. 18,3285°48.396400°N 18.328500°E
Felsőszelezsény, (1899-ig Kis-Szelezsény, szlovákul Horné Sľažany) Szelezsény településrésze, korábban önálló falu Szlovákiában, a Nyitrai kerület Aranyosmaróti járásában.

## Fekvése
Aranyosmaróttól 5 km-re nyugatra fekszik, ma Szelezsény északi részét képezi.

## Története
Szelezsény községet 1156-ban említik először. Felsőszelezsény 1379-ben szerepel először írásban "Kisszelesen" néven. A Forgách család birtoka volt, majd a 17. században tajnai nemeseké, később a Boronkay családé. 1573-ban a töröknek fizetett adót. 1536-ban 8 portája volt. 1601-ben 24 ház állt a községben. 1698-ban Forgách Simon szerzett rá I. Lipóttól adományt. 1720-ban 10 adózó háztartása volt. 1828-ban 31 házában 198 lakos élt. Lakói főként mezőgazdasággal foglalkoztak.
Vályi András szerint "Kis, és Nagy Szelezin. Két tót falu Bars Várm. Kis Szelezinnek földes Ura Boronkay Uraság; amannak pedig több Urak, lakosaik katolikusok, és evangelikusok; fekszenek a’ Tapolcsányi járásban; határbéli földgyeik középszerűek."
Fényes Elek szerint "Szelezsény (Kis), tót falu, Bars vmegyében, Ar. Maróthoz 1 mfd 108 kath. lak. F. u. Boronkay. sat.
" 
A trianoni békeszerződésig Bars vármegye Aranyosmaróti járásához tartozott.

## Népessége
1910-ben 371, túlnyomórészt szlovák lakosa volt.
2001-ben Szelezsény 1696 lakosából 1663 szlovák volt.

## Nevezetességei
- Reneszánsz-barokk kastélya 1691-ben épült, a 18. század végén átépítették.

## Külső hivatkozások
- Szelezsény község hivatalos oldala
- Felsőszelezsény Szlovákia térképén
- E-obce.sk